# Mohamed Jaouad
Mohamed Jaouad est un footballeur marocain né le 15 décembre 1987. C'est un attaquant qui évolue actuellement aux Ittihad Khémisset. Son club formateur est le CODM de Meknès.

## Biographie
Ce jeune attaquant a été prêté à l'AS Salé en 2007-2008 avec laquelle il a réussi la montée en D1 marquant pour l'occasion 14 buts. De retour dans son club en D2 en 2008-2009, Jawad a marqué à onze occasions, dont huit lors de la phase retour, il a pointé à la 2e place au classement des buteurs de D2. Attaquant de pointe, plutôt combatif et habile des deux pieds, Jaouad a été transféré à l'AS FAR durant le mercato d'été 2009 puis à difaa d'El Jadida où il jouait titulaire . En 2012 Mohammed a signé un contra d'un an avec le Raja de Beni Mellal et avec son club formateur le CODM de Meknès en 2013 .
2014-2015 le joueur est transféré par Ittihad Khémisset et s'est classé deuxième buteur de son club.

## Palmarès
- Avec  AS Salé
- Championnat du Maroc de football D2
- Vainqueur=2007-2008

## Distinction personnel
- 2007-2008 Meilleur buteur de l'AS Salé avec 14 buts .
- 2008-2009 Meilleur buteur du CODM de Meknès avec 11 buts .

## Carrière
- 2006-2007 : CODM de Meknès  Maroc
- 2007-2008 : AS Salé  Maroc
- 2008-2009 : CODM de Meknès  Maroc
- 2009-jan. 2012 : FAR de Rabat  Maroc
- 2012-2013 : Difaâ d'El Jadida  Maroc
- 2013-2014 : Raja de Beni Mellal  Maroc
- 2014-déc. 2014 : CODM de Meknès  Maroc
- depuis jan. 2015 : Ittihad Khémisset  Maroc